# Combretum rovirosae
Combretum rovirosae là một loài thực vật có hoa trong họ Trâm bầu. Loài này được Exell mô tả khoa học đầu tiên năm 1953.